# Mezey Lajos (jogász)
Mezey Lajos, született: Mezey Lajos Mór (Kunszentmárton, 1891. május 29. – Budapest, 1962. január 30.) magyar ügyvéd, kormányfőtanácsos, országgyűlési képviselő.

## Élete
1891-ben született Kunszentmártonban, Mezey István kántor és Wágner Erzsébet római katolikus szülők gyermekeként. Apja és nagyapja is ismert egyházi zeneszerző volt. Középiskolai tanulmányait Szentesen végezte, majd a budapesti egyetemen szerzett jogi és államtudományi diplomát, ott tette le az ügyvédi és a bírói vizsgát is. A világháborúban a mozgósítástól kezdve közel három éven át teljesített frontszolgálatot – közben több kitüntetést is szerzett –, majd 1917-ben, a tizedik isonzói csatában, sebesülten olasz fogságba esett; onnan csak a kommün bukása után szabadult. Kényszerű helyzetéből is igyekezett hasznot húzni: nemcsak megtanult olaszul, de a magyar-olasz történeti és kulturális kapcsolatokat is tanulmányozta, illetve gazdagította művészettörténeti ismereteit.
Szabadulása után, már fiatal ügyvédként bekapcsolódott Szolnok vármegye közéletében; a vármegye abban az időben az ő indítványával egyetértve foglalt állást a Duna–Tisza-csatorna megépítésének szükségessége mellett. Azon tevékenységét, mely az Alföldnek egyszerre hajózható és öntözési célú csatornahálózattal való ellátását célozta, a Körös–Tisza–Maros Belvízszabályozó Társulat, mint az ország legnagyobb ármentesítő társulata azzal ismerte el, hogy előbb választmányi tagjai közé emelte, később alelnökének választotta meg.
Írói készségével már egyetemista korában feltűnést keltett. A fővárosi lapokban úgyszólván az első szószólója volt az Alföld problémáinak cikksorozatai által; széles körű érdeklődést váltott ki a Vérző Alföld című tanulmánysorozata. Úgyszintén nagyobb cikksorozatban foglalkozott a finn és norvég közigazgatási rendszerrel, de a fikciós műfajok sem álltak tőle távol: ősmagyar kori legendákat és reneszánszkori történeti eseményeket dolgozott fel például az Istenek lovagjai című művében.
Az országos politikai életbe 1933-ban kapcsolódott be, amikor a Nemzeti Egység Pártja színeiben időközi választáson választották országgyűlési képviselőnek szülővárosa választókerületében. 1935-ben, majd 1939-ben is megerősítette mandátumát – utóbbi évben már a némileg átalakult és névváltáson átesett jelölő szervezete, a Magyar Élet Pártja programjával –, változatlanul a kunszentmártoni kerületben. A képviselőházban egy ideig a mentelmi bizottság elnöke volt, 1939 tavaszán a kormányfőtanácsosi címet is elnyerte.
Felesége Krempl Éva volt, akivel 1944-ben kötött házasságot Budapesten.